# Usina del Arte
A Usina del Arte é centro cultural e uma sala de espectáculos que ocupa o edifício da antiga fábrica Usina Don Pedro de Mendoza. Localiza-se no bairro de La Boca, em Buenos Aires (Argentina).

## História
O edifício foi desenhado pelo arquitecto Juan Chiogna, para ser uma fábrica da Compañía Ítalo-Argentina de Electricidad (CIAE). Foi construído entre 1912 e 1916, ano este em que foi inaugurado. Durante o século XX, até à década de 1990, produziu electricidade para a cidade de Buenos Aires.
Após uma década ao abandono, em 2000 o Governo Nacional e da cidade decidiram recuperá-lo para uma nova função: Auditório da Cidade de Buenos Aires, sede para as orquestras Sinfónica Nacional e Filarmónica de Buenos Aires. A crise económica na Argentina adiou o início da restauração do edifício até 2007, ano em que se iniciaram as obras da "Usina de la Musica".  O edifício reabriu ao público em Maio de 2012, com uma área de 15.000 metros quadrados, sala para concertos filarmónicos com capacidade para 1200 pessoas e uma sala para orquestras de câmara que pode albergar 400 pessoas.
Em Junho de 2013 foi aberta ao público a Sala da Câmara da Usina del Arte, com um ciclo de concertos.

## Arquitectura
A “Usina Don Pedro de Mendoza” foi desenhada integrada num plano de edifícios para a Compañía Ítalo-Argentina de Electricidad, com o cunho do arquitecto italiano Juan Chiogna. Para todas estas fábricas, o arquitecto utilizou o estilo neorenascimentista florentino, que remetia para o norte de Itália, de onde o próprio arquitecto era originário.
O edifício destaca-se pela torre com relógio sobre a Avenida Pedro de Mendoza e que se pode ver à distância, particularmente a partir do viaduto da Autopista Balbín, que vai até à cidade de La Plata. Os interiores são grandes salas para os geradores eléctricos, con tectos de treliças de ferro e coberturas de chapas de zinco.
A primeira fase do renovado edifício foi inaugurada em Maio de 2012, sendo constituída por uma sala principal (Sala “Sinfónica”) para concertos filarmónicos e com capacidade de 1200 espectadores. Terá um cenário móvel e três pisos de palco, pullman e placas laterais; dentro do edifício principal da fábrica, e o Salão Dourado, são espaços destinados à exposição de obras de arte. A terceira etapa é uma sala de ensaios para 250 artista no andar de baixo, ocupando a mesma área da sala principal, e tem também uma "Sala de Câmara" para 400 espectadores. Esta tem dois pisos de palcos laterais e um nível de plateia no qual podem apresentar orquestras de música de câmara.

## Espectáculos realizados
- Agosto de 2012: Las Pelotas, recital acústico e online, Festival Tango BA 2012, Zubin Mehta, Horacio Lavandera
- Setembro de 2012: Orquestra de Câmara de Israel (Dir. Yoav Talmi), Esteban Morgado Cuarteto, Orquestra de Tango de Buenos Aires: homenagem a Astor Piazzolla
- Oytubro de 2012: Dori Caymmi y Horacio Molina, TEDxRiodelaPlata, Mike Zubi
- Novembro de 2012: Ciclo de Música de Câmara
- Novembro de 2012: Apresentação de Studi per l'intonazione del mare de Salvatore Sciarrino, no encerramento do Ciclo de Concertos de Música Contemporânea do Teatro San Martín.
- Junho de 2013: Franco Battiato, Cuacci, Agri e Susana Rinaldi, Festival Ciudad Emergente (com Nacho Vegas), Uto Ughi
- Março de 2014: Tan Bionica, recital acústico e online

## Ligações externos
- Usina del Arte - Projecto Revista Habitat Nº 70, 19/08/2012
- Primeira sala sinfónica na Cidade de Buenos Aires arq.Clarín.com, 23/05/2012
- Galeria de fotos da construção GCBA
- Preludio para la Usina de la Música Clarín.com, 14.02.2006
- Buenos Aires terá o seu próprio auditório lanacion.com, 21 de noviembre de 2007
- Usina de las Ideas Fotos de Marcelo Landín
- Otra Buenos Aires - La Usina del Arte